# ميغيل أنخيل سباستيان روميرو
ميغيل أنخيل سباستيان روميرو (بالإسبانية: Miguel Ángel Sebastián Romero)‏ (14 ديسمبر 1979 في الأرجنتين - ) هو لاعب كرة قدم أرجنتيني في مركز الوسط. لعب مع بانفيلد وتشاكاريتا جيونيورز وجيمناسيا لابلاتا ونادي أتليتيكو كولون ونادي إيبار ونادي خورخي ويلسترمان ونادي راسينغ ونادي ألميرانته براون وIndependiente Rivadavia ‏.

## وصلات خارجية
- ميغيل أنخيل سباستيان روميرو على موقع إي إس بي إن إف سي (الإنجليزية)
- ميغيل أنخيل سباستيان روميرو على موقع قاعدة بيانات كرة القدم.إي يو (الإنجليزية)
- ميغيل أنخيل سباستيان روميرو على موقع Soccerway.com (الإنجليزية)
- ميغيل أنخيل سباستيان روميرو على موقع عالم كرة القدم.نت (الإنجليزية)